# Verchňa Solotvyna
Verchňa Solotvyna, česky Vyžní Solotvina nebo Vyšní Slatina, ukrajinsky Verchnja Solotvyna, maďarsky Felsőszlatina, je část obce Chudlovo, v územní komunitě Seredné, v okrese Užhorod v Zakarpatské oblasti Ukrajiny. V roce 2025 zde žilo 308 obyvatel.

## Historie
Ves byla do uzavření Trianonské smlouvy součástí Uherska, poté byla součástí Československa. V roce 1921 zde stálo 61 domů a žilo zde 279 obyvatel. Od roku 1945 byla součástí Ukrajinské sovětské socialistické republiky, která byla součástí SSSR. Od roku 1991 je součástí nezávislé Ukrajiny.